# Scrumbie de Dunăre
Scrumbia de Dunăre (Alosa immaculata) este un pește marin din familia clupeide (Clupeidae), din Marea Azov și Marea Neagră, care pătrunde în fluvii. Este o specie endemică relictă în Marea Neagră, de unde primăvara migrează în Dunăre, Nistru, Nipru, Bug și Don, pentru a-și depune icrele.
Are o lungime de 30–45 cm și o greutate obișnuită de 300-600 g, maximă de 1 kg. Corpul este alungit, comprimat lateral, acoperit cu solzi caduci. Abdomenul în muchie de cuțit (carenă) și acoperit cu solzi cu vârfurile teșite. Gura este mare, dispusă terminal și prevăzută cu numeroși dinți, unii peste alții în unele cazuri. Ochii au pleoape groase adipoase. Înotătoarea dorsală este scurtă și dispusă aproximativ la mijlocul spatelui. Înotătoarele perechi sunt scurte și ascuțite, iar înotătoarea anală alungită. Coloritul corpului este verde-albăstrui pe spate, iar laturile alb-argintii cu luciu metalic. O pată mică neagră sus pe opercul.
Primăvara la sfârșitul lunii aprilie și începutul lunii mai pătrunde în bancuri mari din Marea Neagră în fluvii (Dunăre, Nistru, Nipru, Bug și Don) pentru a-și depune icrele pelagice în fluvii, iar după reproducere se retrage din nou în mare. Hrana scrumbiei de Dunăre constă din diferite specii de pești mici (guvizi, stavrizi, hamsii, aterine) și crustacei.
Carnea scrumbiei de Dunăre are relativ multe oase, dar pentru grăsimea și gustul ei fin, este foarte mult apreciată și se consumă sărată sau afumată. Având carnea foarte gustoasă și găsindu-se în cantități mari, ea are o importanță economică considerabilă.